# Anna Fedorova
Anna Borisyvna Fedorova (Oekraïens: Анна Бори́сівна Федорова) (Kiev, 27 februari 1990) is een Oekraïense pianiste. Als dochter van musici begon ze op vijfjarige leeftijd met piano spelen. Een jaar later speelde ze reeds voor publiek. Ze heeft gestudeerd aan het Lysenko-staatsmuzieklyceum te Kiev waar ze in 2008 haar diploma behaalde. Ook heeft ze in Imola bij Leonid Margarius  gestudeerd. Fedorova heeft 14 internationale pianoconcoursen gewonnen, waaronder;
- Internationale Rubinstein In Memoriam pianoconcours[1]
- Tweede Tbilisi Internationale Jonge Pianistencompetitie tevens "Beste pianist van de competitie"
- Dorothy McKenzieprijzen aan het Internationale Keyboard Instituut en Festival

Anna Fedorova's repertoire bestaat grotendeels uit muziek uit de romantische stijlperiode van Chopin, Tsjaikovski, Skrjabin en Rachmaninov. Zij werd wereldwijd bekend via YouTube, waar haar optreden in Rachmaninovs 2e pianoconcert in het Concertgebouw miljoenen keren werd bekeken. Zij speelt ook kamermuziek en was in 2017-2018 artistiek leider van het Internationaal Kamermuziek Festival Ede in de Edesche Concertzaal.